# Archidiocèse orthodoxe antiochien de France et d'Europe occidentale et méridionale
L'archidiocèse orthodoxe antiochien de France et d'Europe occidentale et méridionale, jusqu'en 2012 l'archidiocèse orthodoxe antiochien d'Europe occidentale et centrale, est une juridiction auto-administrée de l'Église orthodoxe dont le siège est à Paris et rattachée canoniquement au patriarcat orthodoxe d'Antioche. L'archidiocèse est dirigé par Ignace Alhochi depuis 2013.

## Métropolites
- d'Europe occidentale et centrale
  - Gabriel Saliby, de 2000 à 2007
  - Youhanna Yazigi, de 2008 à 2012
- de France, d'Europe occidentale et méridionale
  - Ignace Alhochi, depuis 2013